# Sisyrinchium funereum
Sisyrinchium funereum  (лат.) — вид цветковых растений рода Голубоглазка (Sisyrinchium) семейства Ирисовые (Iridaceae).

## Ботаническое описание
Многолетнее корневищное травянистое растение, формирующее дерновинки. Стебли бледно-зелёные, покрыты восковым налётом, до 70—76 см высотой.
Цветок состоит из 6 листочков околоцветника до 1,5 см длиной. Они от светло-синего до сине-пурпурного цвета, с жёлтыми основаниями трубки венчика. Кончики листочков часто зубчатые.
Плод — бежевая коробочка.

## Распространение и местообитание
Эндемик пустыни Мохаве в США, известен из двух местонахождений в восточной Калифорнии и одного — в Неваде. Растёт во влажных, сильнощелочных местах, таких как ключи и минеральные источники.